# L'alliberament
L'alliberament (títol original en anglès, The Deliverance) és una pel·lícula de thriller de terror sobrenatural estatunidenc del 2024 dirigida per Lee Daniels i escrita per David Coggeshall i Elijah Bynum. Inspirat en el cas inquietant Ammons, és protagonitzat per Andra Day amb Rob Morgan, Caleb McLaughlin, Aunjanue Ellis-Taylor, Tasha Smith, Omar Epps, Mo'Nique i Glenn Close. El film s va estrenar en cinemes selectes el 16 d'agost de 2024 i va començar a reproduir-se a Netflix el 30 d'agost d'aquell mateix any. S'ha subtitulat al català.

## Producció
El gener de 2022, es va informar que Lee Daniels dirigiria i Andra Day, Octavia Spencer, Glenn Close, Rob Morgan, Caleb McLaughlin i Aunjanue Ellis-Taylor protagonitzarien la pel·lícula. L'abril de 2022, Mo'Nique, que va treballar per última vegada amb Daniels a la pel·lícula Precious de 2009, va substituir Octavia Spencer en el paper. També aquell mes, Tasha Smith va ser elegida. Omar Epps, Demi Singleton, Miss Lawrence i Anthony B. Jenkins completen el repartiment.
La pel·lícula es va rodar a mitjans 2022 a Pittsburgh.